# ورناو (نکا)
شهر ورناو (به آلمانی: Wernau) در ایالت بادن-وورتمبرگ در کشور آلمان واقع شده‌است.